# Finrod Felagund
Finrod Felagund är en fiktiv person i J.R.R. Tolkiens berättelser om Midgård. Han var noldoralv och lokal kung i Beleriand under Första Åldern. Äldste son till Finarfin och Eärwen, bror till Galadriel, Angrod och Aegnor.
Namnet Finrod är en sindarinform av hans namn på quenya, Findaráto, som betyder ungefär "mäktig släkting till Finwë". (Hans fullständiga quenyanamn var Findaráto Ingoldo, men modersnamnet översattes aldrig till sindarin). Artafinde är den exakta översättningen av quenyanamnet. Felagund var en epessë som gavs till honom av dvärgarna när de grävde i Nargothronds grottor. Det betyder "grotthuggaren" och är inte sindarin, utan snarare khuzdul som influerats av sindarin. Ett annat namn som Finrod bar var Nóm, "visdom". Det fick han av människan Bëor och dennes följeslagare. Hans andra titlar löd Kung/Herre över Nargothrond och Vän med Människorna.
Finrod grundade Första Ålderns Minas Tirith i Sirions Pass och blev senare konung över Nargothrond.
Under en jakt i Thargelion i östra Beleriand blev han den förste av noldor som kom i kontakt med människorna. Han stannade länge hos dem, lärde sig deras språk och lärde dem sindarin. Han ingrep även på laiquendis vägnar eftersom de fruktade att människorna skulle krossa deras hem, och fick tillstånd av Thingol, som härskade över hela Beleriand, att vägleda människorna till Estolad.
Finrod var nära vän med människan Andreth av Bëors Hus, som han ofta hälsade på under belägringen av Angband för att diskutera med henne om alverna och människorna. En sådan konversation skrevs ner och kom senare att bli känd som Athrabeth Finrod ah Andreth.
Barahir av Bëors Hus räddade Finrods liv i Dagor Bragollach. Finrod gav honom en ring, som senare blev känd som Barahirs ring. Många år senare kom Beren, Barahirs son, till Nargothrond och sökte hjälp. Finrod följde då med honom i sökandet efter silmarillen. Celegorm och Curufin, som bodde i Nargothrond vid den tiden, övertalade de flesta av Nargothronds invånare att stanna kvar; endast tio krigare ledda av Edrahil följde med. Alla tolv blev tillfångatagna och tagna till Tol-in-Gaurhoth och det forna Minas Tirith. Finrod och Sauron duellerade med mäktiga sånger men Sauron vann till slut. Han fängslade dem och försökte få fram deras ärenden och identiteter. Sauron sände sedan en varulv att äta upp dem en efter en tills de avslöjade sina hemligheter. Alla teg dock. När vargen kom till Beren tog sig Finrod loss och dödade den med sina bara händer men blev dödligt skadad och dog senare.
Finrod älskade Amarië, en vanyaralv som inte följde med honom till Midgård. Finrod gifte sig aldrig under sin tid i Midgård. Han fick dock Valars tillåtelse att återvända till livet i Valinor där han lever med Amarië. Silmarillion nämner dock knappt Finrods återvändande till livet.

## Tidiga versioner
I Tolkiens tidiga textversioner och den första upplagan av Ringarnas herre syftade namned Finrod på den person som senare fick heta Finarfin. På detta tidiga stadium hette Finrod Felagund i stället Inglor Felagund. Däremot förefaller inte Gildor Inglorion vara Finrods son. I den publicerade Silmarillion utpekas Orodreth som Finrods bror. Det var ett redaktionellt beslut av Christopher Tolkien och ett erkänt misstag. Orodreth var i själva verkat Angrods son och Finrods brorson.